# Анисовский
Анисовский — посёлок в Энгельсском районе Саратовской области России. Входит в состав Новопушкинского муниципального образования (сельского поселения).

## География
Посёлок расположен рядом с железнодорожной станцией Анисовка, в 4 км от реки Волга.

## История
В 1931 году рядом с железнодорожной станцией Анисовкой был образован небольшой кроликосовхоз, куда привезли около 300-т беспородных кроликов для разведения. Рядом с новой фермой были построены дома для работников совхоза. В 1941 году в посёлке построили клуб.
В здании клуба во время Великой Отечественной войны размешался временный госпиталь.5 декабря 1942 года здесь был сформирован 405-й истребительный авиационный полк.
С 1956 года совхоз стал именоваться — зверосовхоз «Анисовский». Здесь разводили кроликов, норок, лис, песцов, хорьков, крупный рогатый скот, лошадей.
В зверосовхозе были селекционированы такие известные породы кроликов как "Белый великан" и «Советская шиншилла».
В 1957 году в посёлке появилась первая начальная школа. В 1985 году школа переместилась в новое здание на Молодёжной улице.
Указом Президиума Верховного совета РСФСР от 19 октября 1984 года зверосовхоз "Анисовский" переименован в посёлок "Анисовский".
В посёлке имеются Дом культуры, средняя школа, детский сад, почта, ФАП.

## Население
| 2002 | 2010  |
| ---- | ----- |
| 1369 | →1369 |

## Достопримечательности
В посёлке стоит памятная плита посвящённая лётчице 586-го истребительного полка — Хомяковой В. Д. и павшим односельчанам в ВОВ.
Также имеется памятник 405-му истребительному полку во дворе школы.

## Фотогалерея

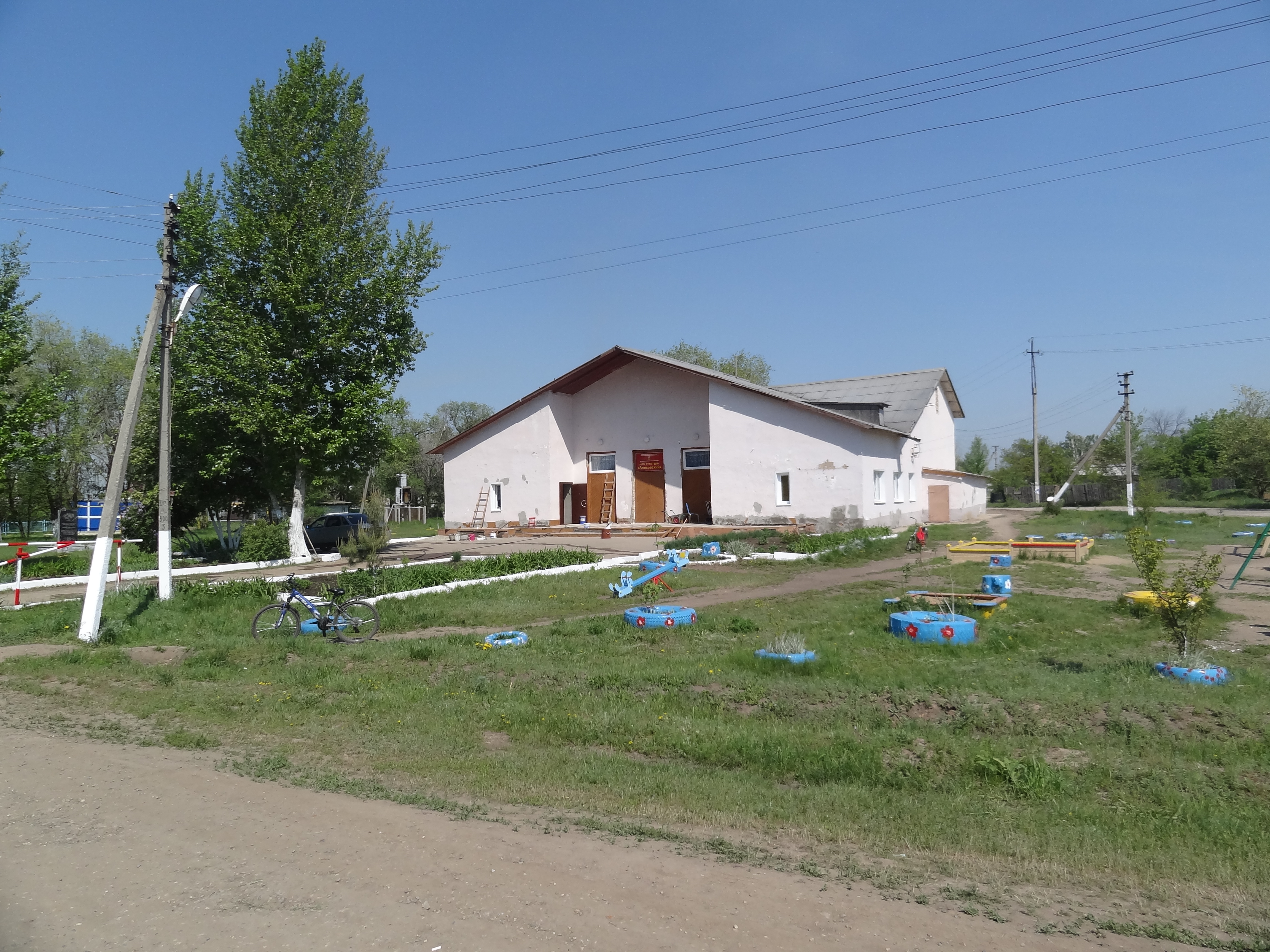
Дом культуры
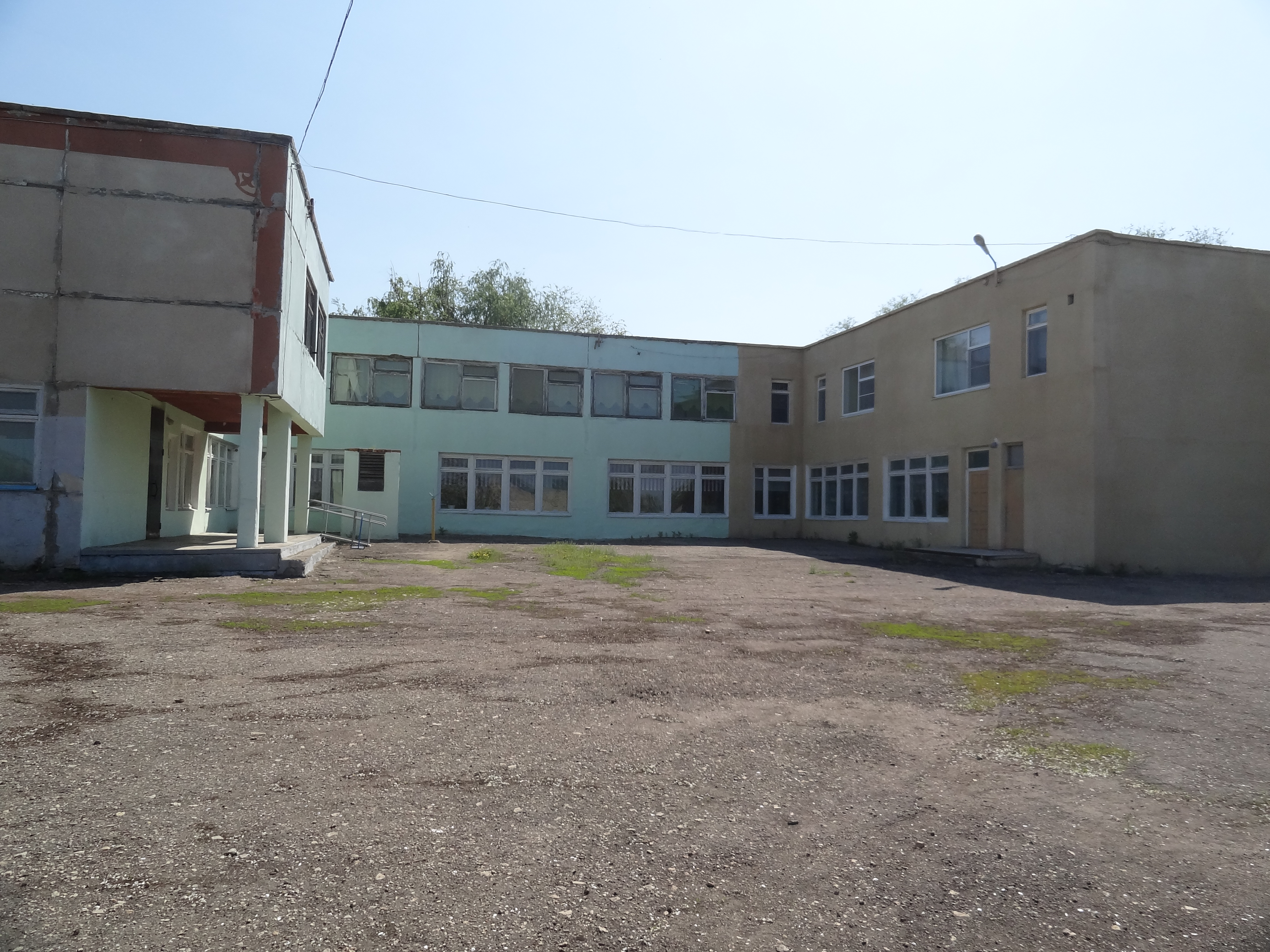
Средняя школа
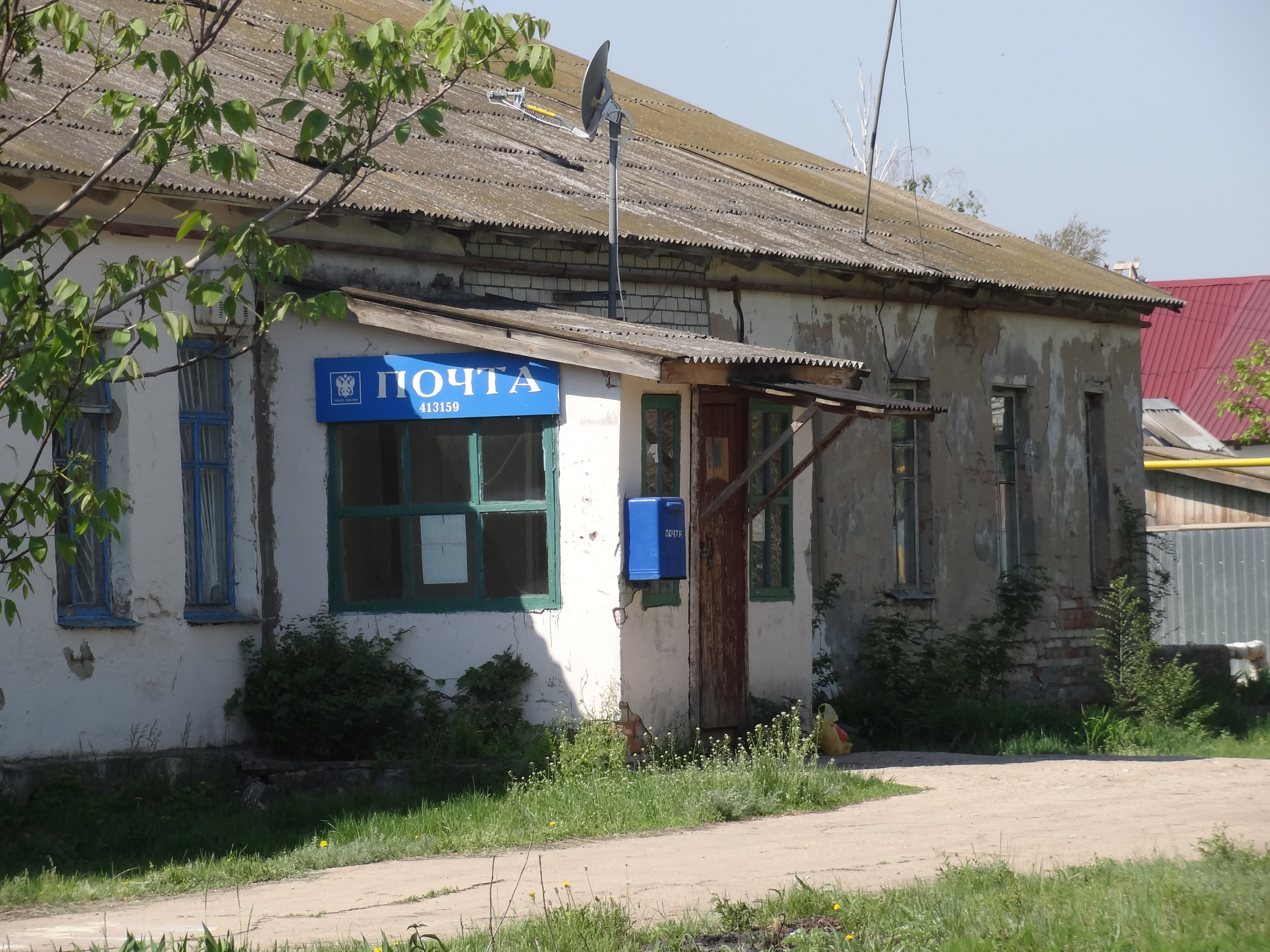
Почта
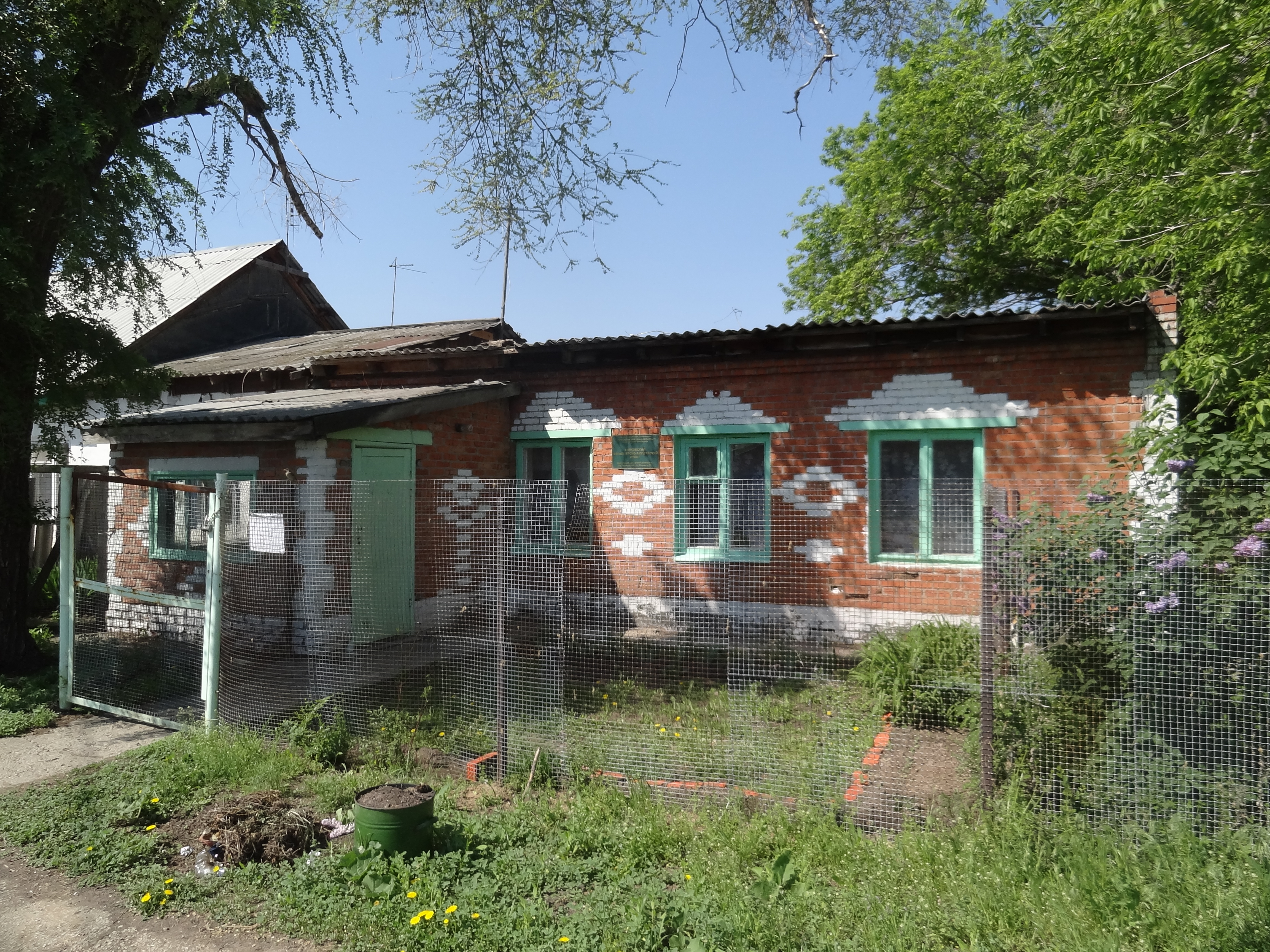
Фельдшерско-акушерский пункт
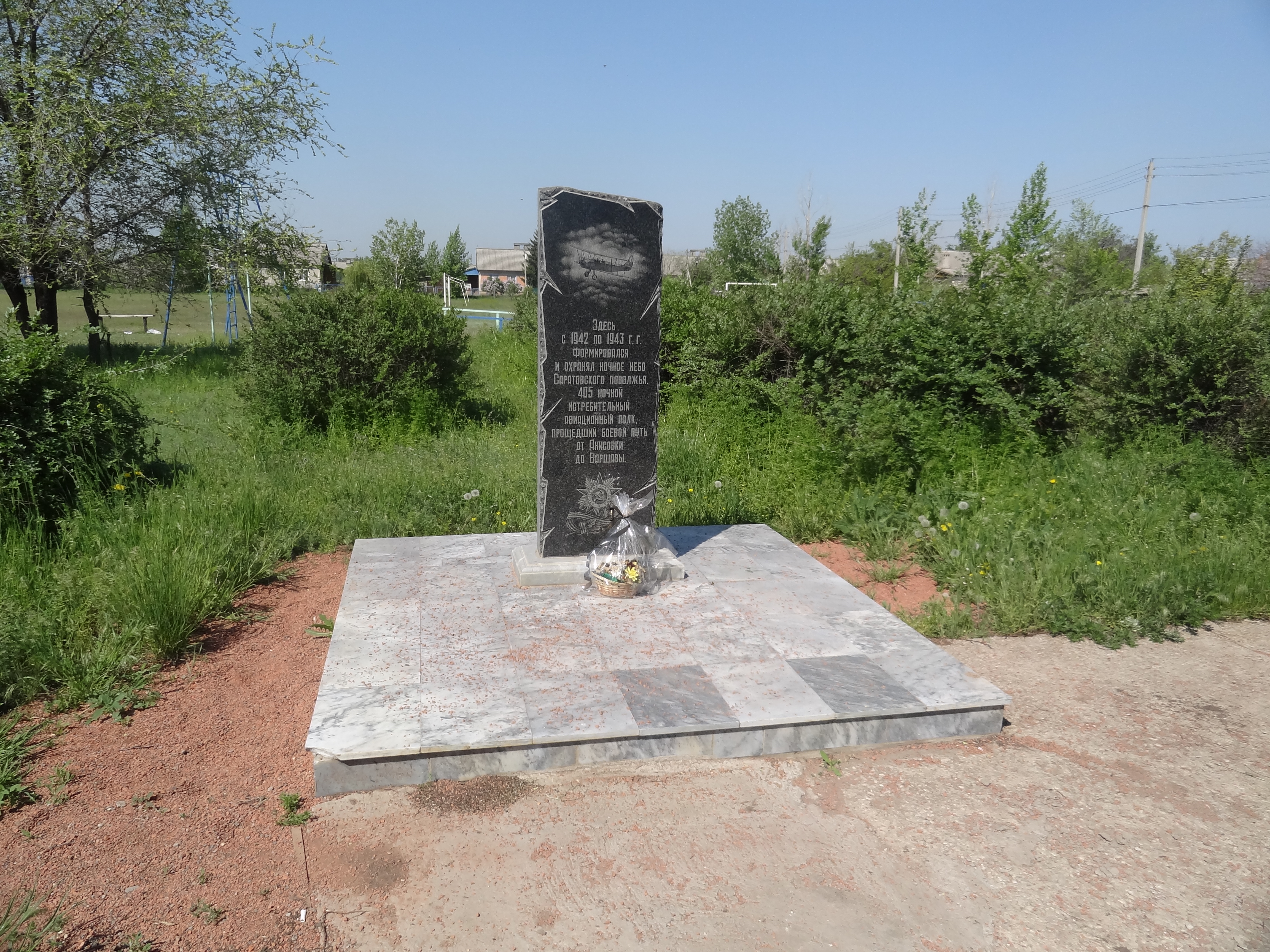
Памятник 405-му авиационному полку
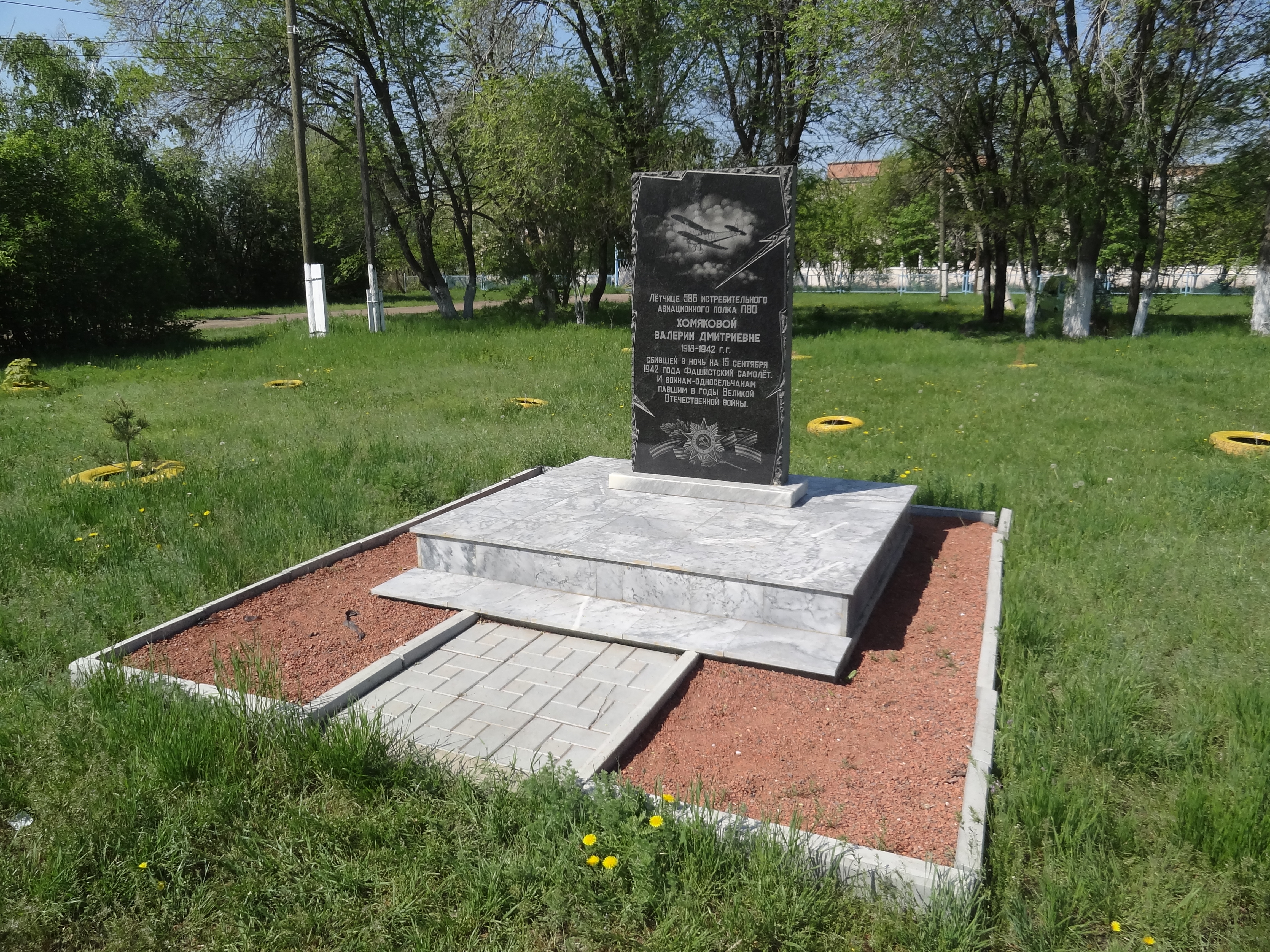
Памятник Хомяковой В.Д. и погибшим Героям ВОВ